# Youyi Feng (King George Island)
Youyi Feng (chinesisch 友誼峰 ‚Gipfel der Freundschaft‘) ist ein 99 m hoher Hügel auf der Fildes-Halbinsel von King George Island im Archipel der Südlichen Shetlandinseln. Er ragt etwa 600 m westlich der chilenischen Base Presidente Eduardo Frei Montalva auf.
Chinesische Wissenschaftler benannten ihn 1986.